# Orthoestery

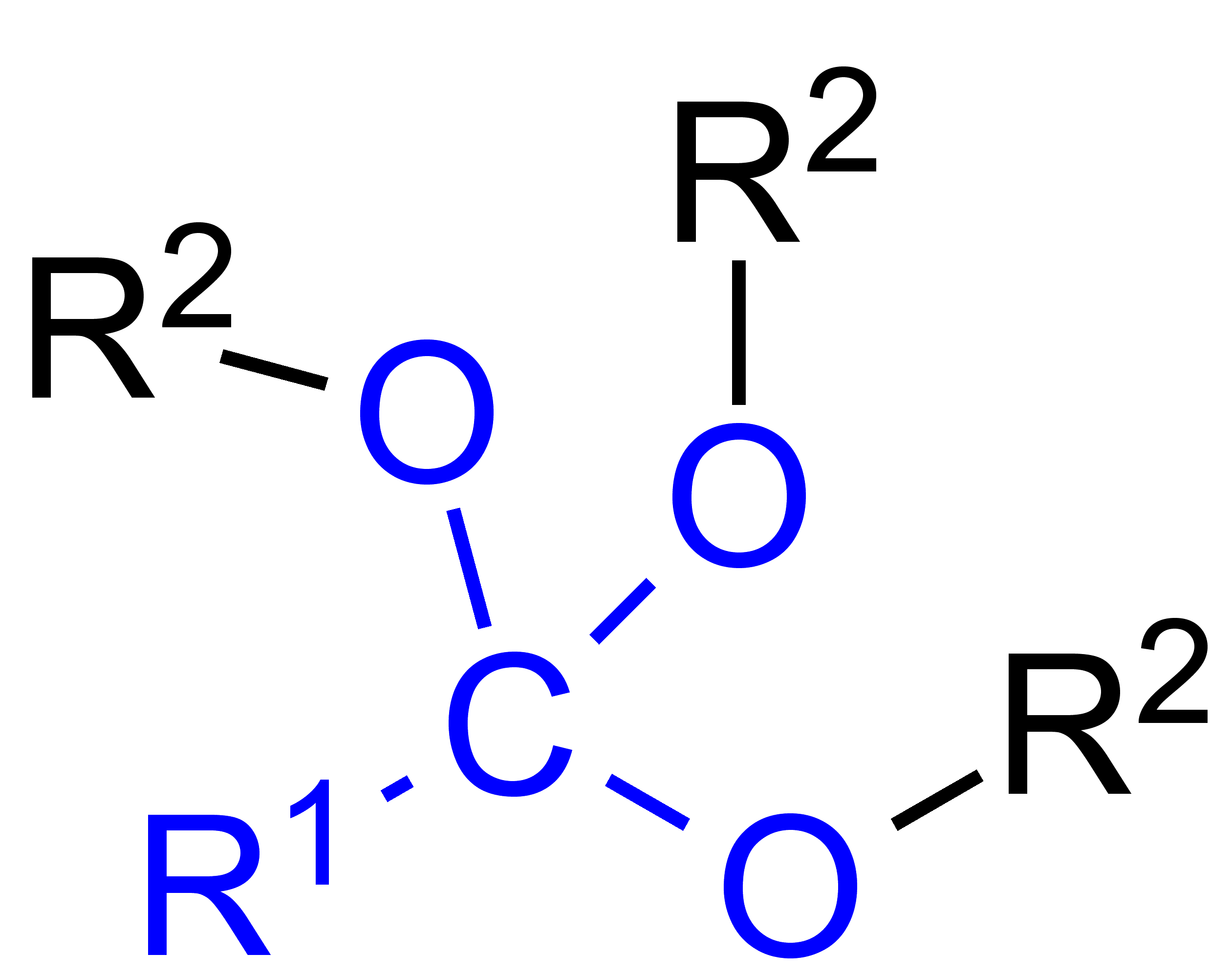
Obecný strukturní vzorec orthoesteru

Orthoestery jsou organické sloučeniny, které obsahují tři alkoxyskupiny navázané na stejný atom uhlíku. Lze je považovat za produkty opakované alkylace nestabilních orthokarboxylových kyselin. Příkladem může být ethyl-orthoacetát, CH3C(OCH2CH3)3, přesněji nazývaný 1,1,1-triethoxyethan. Orthoestery se používají v organické syntéze jako chránicí skupiny u esterů.

## Příprava
Orthoestery lze připravit Pinnerovou reakcí, v níž reagují nitrily s alkoholy v kyselém prostředí za přítomnosti katalyzátoru:
RCN + 3 R′OH → RC(OR′)3 + NH3

## Reakce

### Hydrolýza
Orthoestery se snadno hydrolyzují v lehce kyselých roztocích za vzniku esterů:
RC(OR′)3 + H2O → RCO2R′ + 2 R′OH
Jako příklad lze použít trimethyl-orthoformiát, CH(OCH3)3, který je možné v kyselém prostředí hydrolyzovat na methyl-formiát a methanol, případně dále hydrolyzovat (v zásaditém prostředí) na methanol a soli kyseliny mravenčí.

### Johnsonův–Claisenův přesmyk
Johnsonův–Claisenův přesmyk je reakce allylového alkoholu s orthoesterem obsahujícím deprotonovatelný alfa uhlík (například triethyl–orthoacetátem), jejímž produktem je γ,δ-nenasycený ester.

### Bodrouxova–Čičibabinova syntéza aldehydů
Při Bodrouxově–Čičibabinově syntéze aldehydů reaguje orthoester s Grignardovým činidlem za tvorby aldehydu; jedná se o příklad formylační reakce.

## Použití

### Jako chránicí skupina

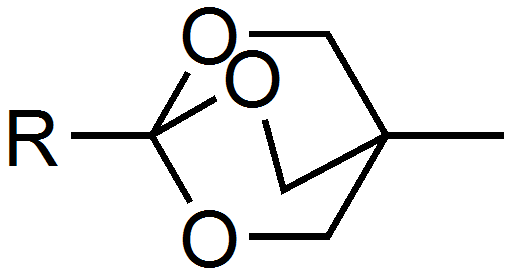
OBO: 4-methyl-2,6,7-trioxa-bicyklo[2.2.2]oktan-1-yl

V organické syntéze se často používají trimethyl-orthoacetát a triethyl-orthoacetát, které mají využití při přípravě chránicích skupin, jako je bicyklická skupina OBO (4-methyl-2,6,7-trioxa-bicyklo[2.2.2]oktan-1-yl), získávaná reakcí (3-methyloxetan-3-yl)methanolu s aktivovanými karboxylovými kyselinami za přítomnosti Lewisovy kyseliny; používání této skupiny zavedl Elias James Corey. Jedná se o skupinu, která je stabilní za zásaditého pH a lze ji odstranit dvoukrokovým postupem za mírných podmínek, slabě kyselou hydrolýzou esteru tris(hydroxymethyl)ethanu, který se následně štěpí pomocí vodného roztoku uhličitanu.